# ناتاشا پولونی
ناتاشا پولونی  (به فرانسوی: Natacha Polony) (زاده ۱۵ آوریل ۱۹۷۵ در پاریس) روزنامه‌نگار، نویسنده و متخصص در آموزش و پرورش و مسائل اجتماعی است.
او با نوشتن در مجله ماریان و ستونی در ویژه‌نامه آخر هفته فیگارو آغاز کرد. به جز آن او در تلویزیون نیز فعال است. او از سال ۲۰۱۱ تا ۲۰۱۴ یکی از نویسندگان برنامه مشهور ما نمی‌خوابیم در فرانسه ۲ بود و از سال ۲۰۱۴ به کانال + نقل مکان کرد. به جز این وِی در رادیو-یک اروپا برنامه صبحگاهی بررسی مطبوعات را اجرا می‌کند.

## زندگی‌نامه
پولونی تحصیلات ابتدایی را در دبیرستان نوتردام دبریِ ول دوآزی گذراند و پس از آن به دبیرستان ژول فری و لویی لوگراند در پاریس رفت و در رشته شعر پو ادبیات فارغ‌التحصیل شد(۱۹۹۹). از سال ۲۰۰۰ در دبیرستان ژک فیدر اپینه-سور-سن به عنوان استاد علوم انسانی مشغول به کار شد.

## جوایز
در ۲۵ نوامبر ۲۰۱۴ موفق به دریافت جایزه ادبی ادگار فوره برای کتاب «کشوری که نابودش کردیم».